# NGC 7502
NGC 7502 é um sistema estelar triplo na direção da constelação de Aquarius. O objeto foi descoberto pelo astrônomo Frank Muller em 1886, usando um telescópio refrator com abertura de 26 polegadas. 